# Pulserende witte dwerg
Een pulserende witte dwerg is een witte dwergster waarvan de lichtkracht varieert door niet-radiale zwaartekrachtvariaties in de eigen massa. De bekende typen pulserende witte dwergen zijn o.a. DAV-, of ZZ Ceti-sterren, met atmosferen bestaand hoofdzakelijk uit waterstof en spectraaltype DA; DBV-, of V777 Her-sterren, met een atmosfeer hoofdzakelijk opgemaakt uit helium en het spectraaltype DB; en GW Vir-sterren met atmosfeer gevuld met hoofdzakelijk helium, koolstof en zuurstof, met het spectraaltype PG 1159. (Soms worden niet-PG 1159 sterren ook ingedeeld in de GW Vir sterren.) GW Vir wordt verdeeld in DOV en PNNV sterren; deze zijn strikt genomen nog geen witte dwergen maar een voorloper hiervan, welke het wittedwerggedeelte van het Hertzsprung-Russelldiagram nog niet hebben bereikt. Een onderklasse van DQV sterren, met een koolstofrijke atmosfeer zijn ook voorgesteld. In mei 2012 is de eerste extreem lage massa variabele (ELMV) gerapporteerd.
Deze variabelen vertonen allen een kleine (1%-30%) variatie in lichtsterkte, veroorzaakt door een superpositie van vibrerende toestanden met een periode tussen de honderden tot duizenden seconden. Met het observeren van deze variaties komt de asteroseismologie meer te weten over de innerlijke structuur van witte dwergen. 
| Typen pulserende witte dwerg |                                                                            |
| DAV (GCVS: ZZA)              | DA spectraal type, met alleen waterstof absorptielijnen in het spectrum    |
| DBV (GCVS: ZZB)              | DB spectraal type, met alleen helium absorptielijnen in het spectrum       |
| GW Vir (GCVS: ZZO)           | Atmosfeer hoofdzakelijk C, He and O; onderklassen zijn DOV en PNNV sterren |
| DQV                          | DQ spectraal type; heet, met een bijna geheel koolstof atmosfeer           |
| ELMV                         | DA spectraal type; {\displaystyle \lesssim 0.2M_{\odot }}                  |

## DAV sterren
De eerste berekeningen suggereerden dat witte dwergen varieerden met een periode van ongeveer 10 seconden, maar zoektochten in de jaren zestig van de twintigste eeuw konden dit niet vaststellen. De eerste variabele witte dwerg die gevonden werd was HL Tau 76; in 1965 en 1966 observeerde Arlo U. Landolt perioden van lichtvariaties van om en nabij de 12 en een halve minuut. De reden dat de periode van de variatie langer is dan was voorspeld van HL Tau 76, is net als die van andere bekende pulserende variabele witte dwergen, dat dit wordt veroorzaakt door niet-radiale pulsaties van zwaartekracht. Bij niet-radiale pulsaties bewegen sommige delen van het oppervlak naar buiten en andere delen naar binnen. Bij radiale pulsaties behoudt de ster haar sferische vorm. In 1970 is een andere witte dwerg gevonden, Ross 548, met dezelfde variabele periode als HL Tau 76, in 1972 is aan deze veranderlijke ster de aanduiding ZZ Ceti gegeven. De naam ZZ Ceti refereert ook meteen aan deze klasse van pulserende variabele witte dwergen, welke, bestaande uit witte dwergen met een waterstofatmosfeer, DAV (Dwergster A-type spectrum Variabele) is genaamd. Deze sterren vertonen perioden tussen de 30 seconden en 25 minuten en zijn ingedeeld in een nauw gebied van effectieve temperatuur aan de oppervlakte tussen 11.100 en 12.500 K. Het meten van de mate hoe de periodetijd verandert in pulsaties in DAV sterren is ook indicatief voor hoe snel ze afkoelen, dit wordt ook gebruikt om de leeftijd van de galactische schijf, waar ze zich bevinden, te bepalen. Omdat een witte dwerg geen warmte produceert betekent hoe kouder, hoe ouder.

## DBV sterren
In 1982 berekende Don Winget en zijn medewerkers dat witte dwergen met een heliumatmosfeer (DB) met oppervlaktetemperaturen van rond de 19.000 K ook zouden moeten pulseren. Winget ging toen op speurtocht naar deze sterren en vond GD 358, een DB variabele, of DBV (Dwergster B-type spectrum Variabele). Dit was de eerste voorspelling van een klasse variabele ster voordat er een observatie van was. In 1985 heeft deze ster de aanduiding V777 Her gekregen, wat ook een andere naam is voor deze klasse veranderlijke ster. Deze sterren hebben een effectieve temperatuur van rond de 25.000 K.

## GW Vir sterren
De derde bekende klasse van pulserende, variabele witte dwergen zijn de GW Vir sterren, die soms onderverdeeld worden in DOV en PNNV sterren. Hun prototype is PG 1159-035. Deze ster (ook het prototype voor de PG 1159 klasse sterren) haar variatie werd geobserveerd in 1979, en kreeg haar naam GW Vir in 1985 en daarmee de naam van de klasse. Deze sterren zijn, strikt genomen, geen witte dwergen, maar deze sterren bevinden zich in een positie van het Hertzsprung-Russelldiagram tussen de asymptotische reuzentak(AGB) en het wittedwerggedeelte. Men spreekt ook wel van voorlopers van een witte dwerg. Ze zijn heet, met oppervlaktetemperaturen tussen 75.000 K en 200.000 K, met atmosferen hoofdzakelijk bestaand uit helium, zuurstof en koolstof. Het is mogelijk dat ze relatief zwakke zwaartekracht op het oppervlak bezitten. Men verwacht dat deze sterren uiteindelijk af zullen koelen en aan de DO witte dwergklasse zullen gaan toebehoren.
De perioden van de variaties van GW Vir sterren verschillen van zo'n 300 tot 5.000 seconden. Hoe deze pulsaties tot stand komen is voor het eerst onderzocht in de jaren tachtig van de twintigste eeuw maar bleven twintig jaar lang grotendeels onbegrepen. Van meet af aan werd aangenomen dat het zogeheten kappa-mechanisme in de geïoniseerde koolstof en zuurstof, in de envelop onder de oppervlakte, verantwoordelijk was voor de pulsatie, echter dacht men dat dit onmogelijk zou zijn als er helium in deze envelop zou zijn. Echter, men is er nu van overtuigd dat de instabiliteit ook met aanwezig helium mogelijk is.

## DQV sterren
Een nieuwe klasse van witte dwergen, met spectraal type DQ en hete, koolstofrijke atmosferen, zijn recent ontdekt door Patrick Dufour, James Liebert en hun medewerkers. Theoretisch gezien zouden zulke witte dwergen moeten pulseren bij temperaturen waar hun atmosferen gedeeltijk geïoniseerd zijn. Observaties gedaan in het McDonald observatorium in Texas, USA, suggereren dat SDSS J142625.71+575218.3 zo'n witte dwerg kan zijn. Dit zou echter ook een dubbelster met een uit koolstof en zuurstof bestaande accretieschijf kunnen zijn.

## Bron
- Dit artikel of een eerdere versie ervan is een (gedeeltelijke) vertaling van het artikel Stellar atmosphere op de Engelstalige Wikipedia, dat onder de licentie Creative Commons Naamsvermelding/Gelijk delen valt. Zie de bewerkingsgeschiedenis aldaar.